# La Pobla Llarga
La Pobla Llarga – gmina w Hiszpanii, w prowincji Walencja, we wspólnocie autonomicznej Walencja, o powierzchni 10,09 km². W 2011 roku liczyła 4618 mieszkańców.